# 新沂市人民医院
新沂市人民医院，是中国江苏省的一所医院，为二级甲等医院，位于新沂市康乐路。

## 规模
新沂市人民医院总床位320张，日门诊量504人次。